# Dolichurus bicolor
Dolichurus bicolor är en  stekelart som beskrevs av Lepeletier de Saint Fargeau 1845. Dolichurus bicolor ingår i släktet Dolichurus och familjen Ampulicidae. Arten har ej påträffats i Sverige. Inga underarter finns listade i Catalogue of Life.